# 小鹏G3
小鹏G3是一款由小鹏汽车开发的全电动紧凑型SUV，由海马汽车代工生产，最初在2018年发布。G3为小鹏首款上市车型，2021年被其中期改款车型G3i取代，2023年停产。

## 历史

### IDENTY X

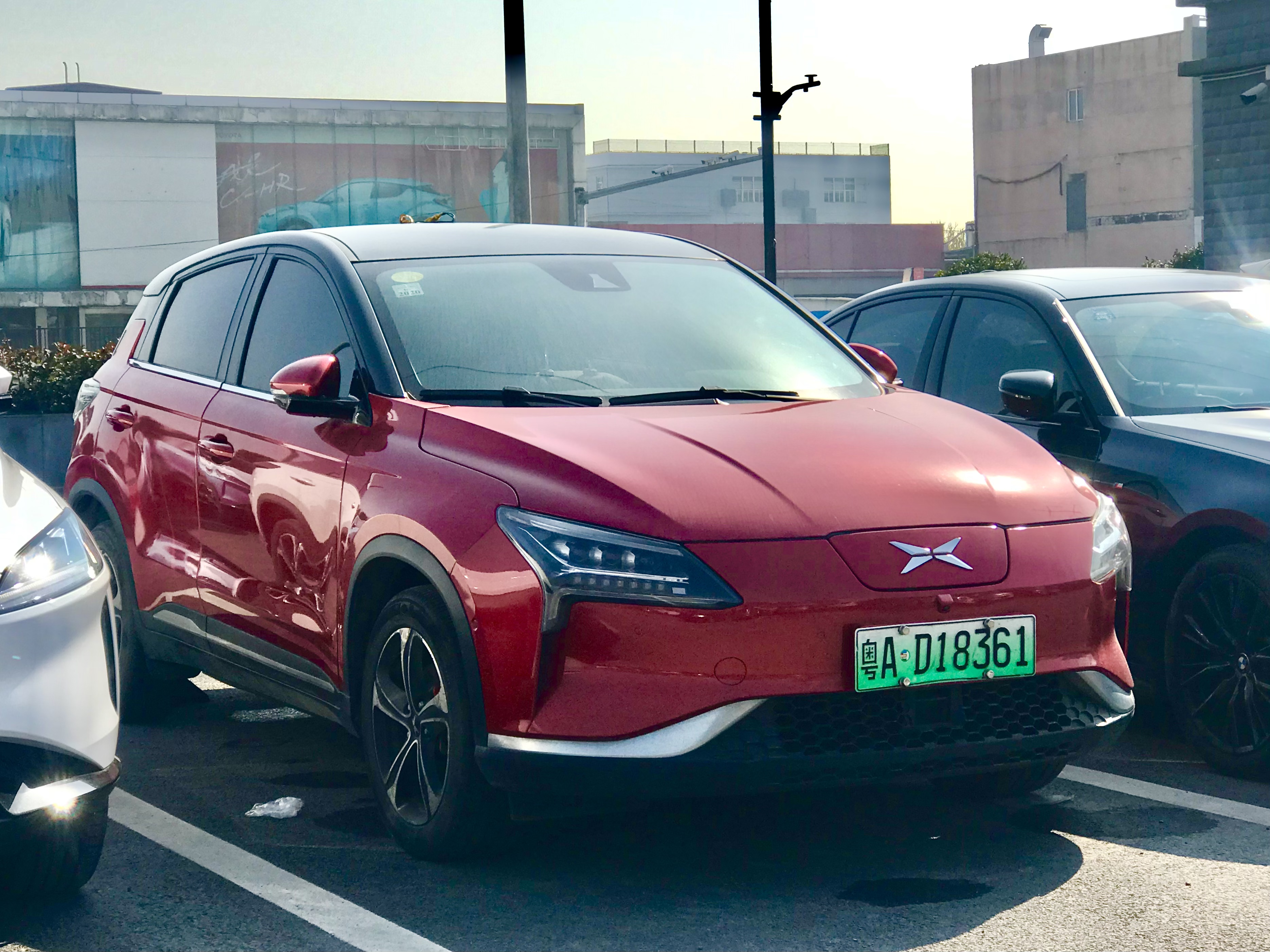
IDENTY X

2016年9月，小鹏发布了小鹏汽车Βeta版，为其首款车型的工程原型车。2017年10月12日，小鹏正式发布1.0版量产车，并命名为IDENTY X。该车由海马汽车代工，仅会小规模量产，不会在市场上销售。2018年3月，IDENTY X取得小鹏汽车首张新能源汽车专用号牌，小鹏亦成为首个获牌的中国“造车新势力”企业。

### G3
积累了IDENTY X的经验后，小鹏汽车在2018年1月举行的CES国际电子消费展上，正式发布其首款上市量产车型G3。G3同样由海马汽车代工，并于同年12月正式上市交付。
2019年7月10日，小鹏汽车宣布推出2020款G3。2020年，小鹏开始向挪威出口G3。首批100辆G3在9月通过广州港以海运的方式发往挪威，并于12月正式交付。

### G3i

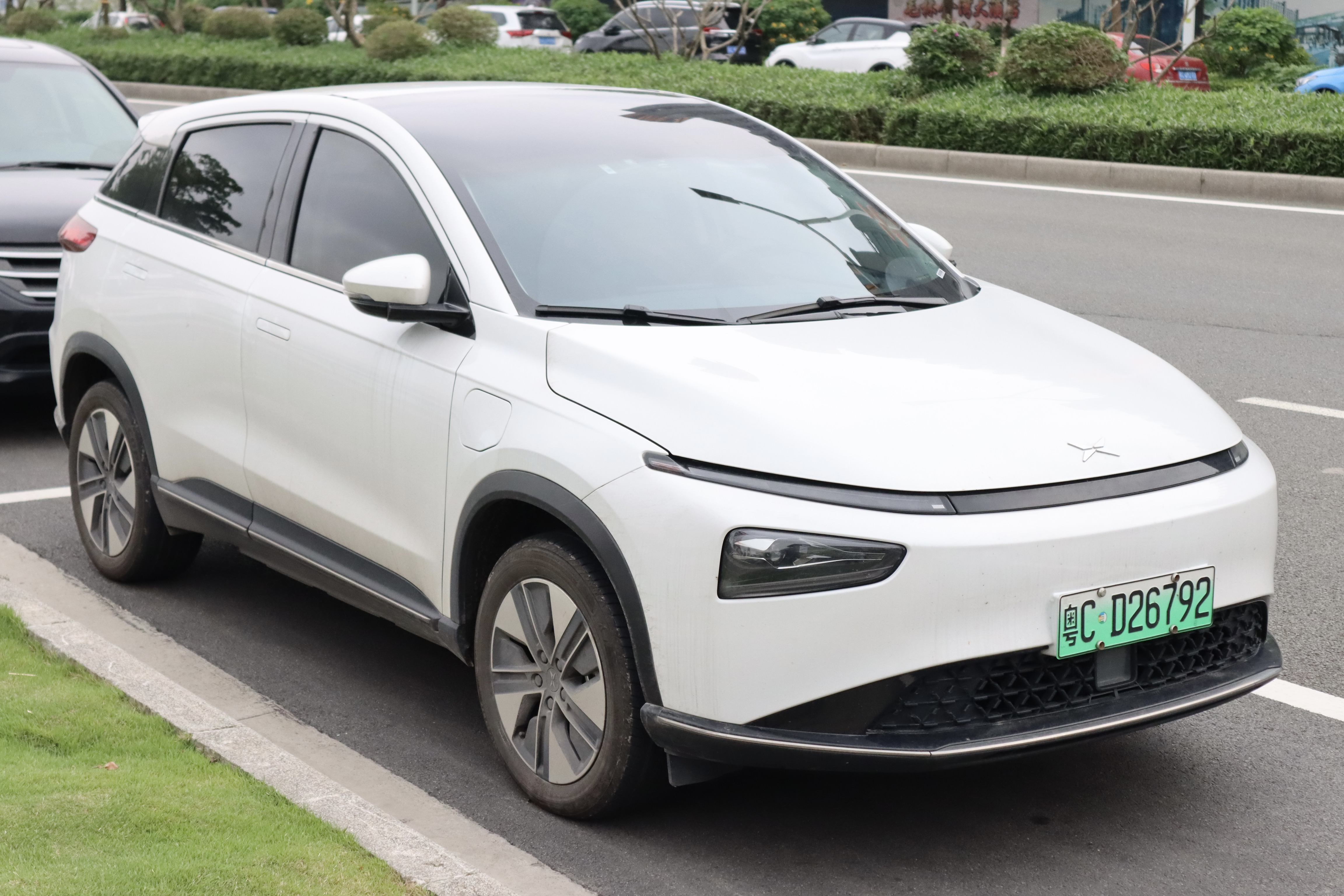
G3i

小鹏汽车登陆香港联交所挂牌交易的数日后，于2021年7月9日正式发布了G3的中期改款车型G3i。相比前代G3，G3i更新了外观，并增配了许多智能功能；此外，G3i不再由海马汽车代工，而是在小鹏位于肇庆市的自有工厂生产。G3i于同年9月开始交付予中国大陆用户。2022年5月，G3i在挪威发布，并于同年7月开始交付。2023年12月，小鹏称将在年内停产G3系列车型，但仍对已售车辆提供10年期维修及备件供应能力，并继续提供OTA软件升级服务。

## 争议
2020款G3相比2019款的价格变化不大，但最高续航里程大幅提升。在2020款G3发布后，购买了2019款G3的车主认为小鹏隐瞒新款上市时间，从而引发不满。小鹏总裁何小鹏之后向车主致歉并提供补救方案，但仍有车主到小鹏的总部和门店抗议和维权。